# Launchy
Launchy je bezplatný, open source nástroj pro spouštění softwaru a jiných souborů. Indexuje zástupce v nabídce start či zvolené soubory v určitých složkách a spouští je.

Byl původně napsán v C# (verze 0.5), ve verzi 0.6 byl přepsán do C++ a od verze 2.0 je kompletně přepsán v Qt.

## Popis programu
Program se po spuštění zavede do paměti a uživatel ho může vyvolat použitím klávesové zkratky alt + mezerník, případně použije zkratky vlastní. Poté, co uživatel uživatel zadá název programu či souboru, Launchy prohledá vytvořené indexy a uživateli dá vybrat z nalezených programů nebo souborů.
Mimo to umí Launchy přidávat další složky a typy souborů a tím umožnit spustit téměř cokoliv včetně her, hudby, videa či internetu. Launchy podporuje pluginy, kterými lze přidávat další funkce, například plugin Calcy slouží jako jednoduchá kalkulačka, nebo s pluginem Runner lze vytvářet definice vlastních spouštěcích textů. Pomocí pluginu Weby zase umožňuje vyhledávání na internetu pomocí Googlu, Yahoo, Wikipedie a dalších portálů.

## Pluginy
Verze 2.0 obsahuje následující pluginy:

### Controly Plugin (controly.dll)
Tento plugin nalezne ovládací panely v počítači a indexuje jeho součásti.

### Weby Plugin (weby.dll)
Tento plugin pomocí nadefinovaných klíčových slov umožňuje vyhledávat na následujících webech: Google, MSN, Yahoo, Live, Weather, Amazon, Wikipedia, Dictionary, Thesaurus, imdb, netflix a msdn websearch.

### Foxy Plugin (foxy.dll)
Tento plugin indexuje záložky Firefoxu do databáze.

### Calcy Plugin (calcy.dll)
Jednoduchý kalkulátor.

## Ocenění
Program dosáhl následujících ocenění:
- SourceForge.Net Community Choice Awards, Honorable Mention: Best New Project[5]
- PC World 15 Best Downloads of the Year: Powertools[3]
- CNet Download.Com Top Ten Downloads of the Year[2]